# Paphiopedilum expansum
Paphiopedilum expansum là một loài thực vật có hoa trong họ Lan. Loài này được J.T.Atwood mô tả khoa học đầu tiên năm 1989.